# 増田晋 (ナレーター)
増田 晋（ますだ しん、1971年3月30日 - ）は、日本のナレーター、声優。埼玉県出身。東京俳優生活協同組合所属。

## 人物
総合学園ヒューマンアカデミー パフォーミングアーツカレッジにて、ナレーションの講師を務める。

## 主な番組

### テレビナレーション
- 「SMAP×SMAP」（1996年4月15日 - 2016年12月26日）
- 「スーパーニュース特報～芸能人サインのある店」（1998年3月30日- ）
- 「ターニングポイント」（1999年10月22日 - 2000年9月8日）
- 「脳内エステ IQサプリ」（2008年8月9日 - 、「IQミュージアム」のみ）
- 「世界水泳2003」
- 「アテネオリンピック2004」
- 「ワールドグランプリ2005」
- 「ザ・ノンフィックス」（フジテレビ）
- 「NEWS ZERO」（日本テレビ）
- 「ニュースプラス1」（日本テレビ）
- 「NNNきょうの出来事」（日本テレビ）
- 「全国高等学校クイズ選手権」（日本テレビ、第28回）
- 「ターニングポイント」（ABC）
- 「ニュースステーション」（テレビ朝日）
- 「ワインの誘惑」（BS朝日）
- 「走魂」（日本テレビ）
- 「イキだね!わたしの東京時間」（NHK総合、2010年4月 - 9月）*関東地方のみ
- フジテレビで放送されるスポーツ中継（フィギュアスケート、バレーボールなど）で挿入されるVTRのナレーション
- 「きれいの魔法」（NHK教育、不定期）*大場真人、秀島史香、半田雅和と交互に担当
- 「ニュースな晩餐会」（フジテレビ）
- 「未解決の女 警視庁文書捜査官」（テレビ朝日）
- 「にちようチャップリン」 （テレビ東京）
- 発見！にっぽんの旅(BS-TBS)
- 日本列島ハテナの旅(BS-TBS)
- Black Samurai 〜信長に仕えたアフリカン侍・弥助〜（2021年5月15日、NHK BSP）[2]

### 映画ナレーション
- 武蔵 -むさし-（2019年5月25日公開、アークエンタテインメント）

### CMナレーション
- 「イオン」
- 「トヨタティーアップ」（トヨタ自動車）
- 「氷結果汁」（キリン）
- 「とんがりコーン」（ハウス食品）
- 「実写版 忍たま乱太郎」予告編・テレビCM
- 「ペディグリーチャム」
- 「本だし」、「味の素・マヨネーズ」（味の素）
- 「日東紅茶」
- 「日立冷蔵庫」
- 「大阪ガス」
- 「ミシュラン」
- 「マクドナルド」
- 「トーホウリゾート」
- 「消臭元 パルファム」

### テレビアニメ
- 金夜、安部礼司〜平均的サラリーマンの異常な日常〜（2015年、大場嘉門）

### ゲーム
- 遊星からの物体X episodeII（2003年、パウウェル）
- 新宿の狼（2009年、真島宗一）

### ラジオドラマ
- NISSAN あ、安部礼司〜BEYOND THE AVERAGE（TOKYO FM） - 大場嘉門 役